# Lupton
Pour les articles homonymes, voir Lupton (homonymie).
Lupton est une communauté non incorporée du comté d'Apache en Arizona.
Lupton a été créé en 1905. La population était de 25 habitants en 2010.